# Калінінградська єпархія
Калінінградська єпархія (рос. Калининградская епархия) — єпархія Російської православної церкви з центром у місті Калінінграді. Відокремлена від Смоленсько-Калінінградської єпархії 31 березня 2009 року. Кафедральний храм — Храм Христа Спасителя.

## Історія
У середині XVII століття на території Прусського герцогства з'явилася перша православна громада. Її створили православні священики, монахи і миряни, що тікали із західноруських земель Речі Посполитої. До другої половини того ж століття відносяться звістки про діяльність в Кенігсберзі та інших населених пунктах Східної Пруссії ще кількох православних громад. Православні віруючі і духовенство отримували від місцевої влади право на проведення церковних служб і проведення обрядів. Збереглася згадка про наявність православної церкви в Кенігсберзі в 1680-х роках.
Під час Семирічної війни в січні 1758 році російськими військами був узятий Кенігсберг, після чого жителі міста присягнули імператриці Єлизаветі Петрівні, а Східна Пруссія мала статус російського генерал-губернаторства. У цей час у Східній Пруссії діяло кілька православних храмів. Навесні 1762 року після укладення миру Росія втратила ці території та парафії були розформовані.
У 1720—1730 роки у Кенігсберзі з'явилася регулярна православна громада на чолі з Василем Квасовським — торговцем і власником друкарні, що друкувала книги польською, російською і церковнослов'янською мовами.
До 1945 року територія нинішньої Калінінградської області входила до складу Східної Пруссії і належала Німеччині.
25 лютого 1985 року Калінінградський міськвиконком міської Ради народних депутатів ухвалив рішення про реєстрацію православного товариства в місті Калінінграді, а 1 березня того ж року воно було продубльовано виконавчим комітетом Калінінградської обласної Ради народних депутатів. 23 квітня 1985 року Рада у справах релігій при Раді Міністрів СРСР по Калінінградській області затвердила ці рішення. Громаді були передали руїни колишньої лютеранської кірхи Юдіттен на околиці Калінінграда (1288—1298). На місці руїн за півроку силами і на кошти громади була зведена церква в ім'я святителя Миколая Чудотворця, що увійшла до складу Смоленської єпархії Російської православної церкви. Число православних громад в області зростала (на молитву люди збиралися в колишніх спортзалах, складах, кірхах, переобладнаних для звершення православних богослужінь).
У 1988 році Смоленсько-Вяземська єпархія була перейменована в Смоленсько-Калінінградську.
22 лютого 1993 року рішенням Священного Синоду для управління православними парафіями на території Калінінградської області було засновано Балтійське вікаріатство Смоленської єпархії.
23 червня 1996 року на площі Перемоги в Калінінграді, на місці будівництва майбутнього собору Христа Спасителя, митрополитом Смоленським і Калінінградським Кирилом (Гундяєвим) та Президентом Росії Борисом Єльциним була закладена символічна капсула із землею з-під храму Христа Спасителя в Москві.
Станом на січень 2002 року в Калінінградській області існувало 42 приходи, 51 храм, 1 монастир, в клір Балтійського вікаріату входили 43 священика і 6 дияконів.
31 березня 2009 року Священний Синод з урахуванням значного зростання кількості православних парафій в області постановив утворення на території Калінінградської області єпархію Російської Православної Церкви. Правлячим архієреям новоствореної єпархії визначено титулуватися Преосвященними Калінінградськими і Балтійськими. Священний Синод узяв до відома і схвалив виражену Святішим Патріархом Кирилом пропозицію залишити за ним тимчасове управління Калінінградської єпархією аж до призначення правлячого архієрея. На той же термін за єпископом Серафимом (Мелконяном), вікарієм Калінінградської єпархії, зберігатиметься титул «Балтійський».
На момент поділу на території Калінінградської області діяли чотири благочиння (Калінінградське, Німанське, Приморське, Східне), що налічували 75 парафій.
21 жовтня 2016 року Священний синод Російської православної церкви ухвалив відокремлення із складу Калінінградської єпархії нову Черняхівську єпархію і утворити її в адміністративних межах Гвардєйського, Гусєвського, Озерського й Совєтського міських округів, а також Краснознаменського, Німанського, Нестеровського, Полєського, Правдинського, Славського та Черняховського районів Калінінградській області. І в межах Калінінградської області утворити Калінінградську митрополію, що включає в себе Калінінградську і Черняховську єпархії.

## Благочиння
- Міське благочиння — протоієрей Олександр (Соколов).
- Приморське благочиння — Священик Ігор (Ільницький)
- Центральне благочиння — протоієрей Вадим (Неткачов)

## Монастирі
- монастир на честь святої преподобномучениці Великої Княгині Єлисавети (жіночий; Калінінград)
- монастир на честь святителя і чудотворця Миколая (жіночий; Калінінград) (скасовано рішенням Священного синоду від 5 травня 2015 року[10], перетворений у подвір'я монастиря на честь ікони Божої Матері «Державна»[11])

## Єпископи
- Кирило (Гундяєв) (31 березня 2009 — 21 жовтня 2016).
- Серафим (Мелконян) (з 21 жовтня 2016)